# Ropalidia wollastoni
Ropalidia wollastoni är en getingart som först beskrevs av Meade-waldo 1912.  Ropalidia wollastoni ingår i släktet Ropalidia och familjen getingar. Inga underarter finns listade i Catalogue of Life.